# Gilles Dhamen
Gilles Dhamen (* 5. September 1983 in Luxemburg) war Directeur de Solidarité Nationale des Luxemburger Roten Kreuzes und ein Luxemburger Fußballtrainer. Heute ist er Premier Conséiller de Gouvernement beim Ministère de l'éducation nationale, de l'enfance et de la jeunesse.

## Werdegang
Gilles Dhamen wuchs als mittleres Kind von drei Geschwistern in Larochette auf. Er besuchte das Lycée Technique pour professions éducatives et sociales und legte dort das Abitur ab. Sein Studium in der Sozialarbeit und Sozialem Management absolvierte er an der Dualen Hochschule Baden-Württemberg und an der Hochschule Koblenz, das er im Jahr 2014 mit dem Bachelor abschloss.
Von 2007 bis 2019 arbeitete er hauptberuflich für das Luxemburger Rote Kreuz. Er fing als Verantwortlicher für das Jugendrotkreuz an (2007 bis 2008) und leitete dann die Kindertagesstätten von 2008 bis 2011.
In den Jahren 2011 bis 2019 war Gilles Dhamen Verantwortlicher der Bereiche „Soziales“ sowie „Kinder und Jugend“ und vertrat die Organisation bei der Entente des Gestionnaires des Centres d’Accueil (EGCA), wo er der Plattform „Aide à l’Enfance et aux familles“ vorstand.
Im Jahr 2019 wechselte er vom Luxemburger Roten Kreuz zum Ministerium für Bildung, Kindheit und Jugend, wo er relativ bald Direktor des Office National de l'Enfance (ONE) wurde und maßgeblich an der Reform des Jugendschutzgesetzes mitarbeitete.
Im Jahr 2022 wechselte Gilles Dhamen vom ONE in die Chefetage des Ministeriums, als er die Nachfolge von Manuel Achten als 1er Conseiller de Gouvernement annimmt. Hier steht er der Cellule „Projets et Développement“ vor.

## Sport
Gilles Dhamen spielt seit seiner Jugend Fußball in diversen Luxemburger Vereinen.
Zu Beginn seiner Spielerkarriere war er bei FC Marisca Mersch, FC Berdenia Berburg und Young Boys Diekirch, um anschließend mehrere Jahre beim FC Olympia Christnach und beim FC 72 Erpeldingen als Torwart zu spielen.
Zur Saison 2016/2017 wurde er Trainer der ersten Mannschaft des FC Olympia Christnach und wechselte zur Saison 2017/2018 zum FC 72 Erpeldingen, wo er Co-Trainer von Charles Leweck wurde.
Heute spielt Gilles Dhamen kein Fußball mehr, sondern unterstützt den Verein FC 72 Erpeldingen bei Festen, und man findet ihn regelmäßig auf den hiesigen Zuschauerplätzen.

## Ehrenämter
Gilles Dhamen nahm als Kind und Jugendlicher an den Ferienlagern des Luxemburger Roten Kreuzes teil und machte dort die Ausbildung zum ehrenamtlichen Leiter. Er organisierte zahlreiche Jugendlager und Aktivitäten des Service Vacances mit. Gilles Dhamen war in den Jahren 1999 bis 2011 Vorstandsmitglied des Jugendrotkreuzes.
Seit Dezember 2022 ist Gilles Dhamen der Vertreter des Ministeriums im Verwaltungsrat von Restena.